# Братик (фільм)
«Братик» (рос. «Братишка») — радянський німий кінофільм 1927 року групи ФЕКС, режисерів Григорія Козінцева і Леоніда Трауберга. Фільм вважається втраченим.

## Сюжет
Водій старої вантажівки переконаний, що його автомобіль «Братик» ще в стані довго їздити. Однак керівник підприємства, бажаючи врятувати компанію від зайвих проблем, недорого продає вантажівку. Колишній водій «Братика» вирішує звільнитися з роботи і перейти до нового власника машини.

## У ролях
| Актор              | Роль               |
| ------------------ | ------------------ |
| Петро Соболевський | водій              |
| Сергій Герасимов   | другий водій       |
| Яніна Жеймо        | дівчина            |
| Еміль Галь         | робітник в порту   |
| Тетяна Гурецька    | кондуктор          |
| Сергій Мартінсон   | епізод             |
| Андрій Костричкін  | директор тресту    |
| Віктор Плотников   | аукціоніст         |
| Олена Кузьміна     | дівчина-шарманниця |

## Знімальна група
- Режисери — Григорій Козінцев, Леонід Трауберг
- Сценаристи — Григорій Козінцев, Леонід Трауберг
- Оператор — Андрій Москвін
- Художник — Євген Єней